# Gerardo Arana
Gerardo Arana Villareal (Querétaro, 1987-2012) fue un escritor y artista queretano que vio interrumpida su prometedora carrera a causa de su muerte.

## Trayectoria
Estudió la educación básica en el Colegio Álamos y se tituló como Licenciado en Letras Modernas en la Universidad Autónoma de Querétaro, donde dejaba a los profesores recados firmados como Roberto Bolaño, uno de los autores que más admiraba el escritor.
Su obra gráfica, que se compone de murales, arte objeto, instalaciones, ilustraciones y videos, la firmó bajo el pseudónimo de Saúl Galo.
Se perfiló como literato al cursar el Diplomado en Creación Literaria en la SOGEM de Querétaro. Junto con sus amigos José Velasco, Antonio Tamez y Horacio Warpola realizaron el blog www.neonidas.blogspot.com, que se materializó en una plaquette editada en 2009 por Herring Publishers, proyecto que Arana codirigía al lado de Oliver Herring.
Al terminar sus estudios trabajó como profesor de literatura en el Colegio Álamos, lugar en el que comenzó a interesarse por Geo Milev. En una visita a la biblioteca encontró un libro sobre Bulgaria y sobre el poeta Geo Milev. Al leerlo se le ocurrió la idea que desembocó en Bulgaria-Mexicali (2011), libro de poesía que plasma la violencia que vivía México por la llamada guerra contra el narco. En ella hace referencia al asesinato del hijo del poeta Javier Sicilia, acontecimiento que se le quedó hondamente marcado al artista. Su presentación se realizó en Galería Libertad, Querétaro el 20 de octubre de 2011.
Antes de los proyectos Neónidas (2009) y Bulgaria-Mexicali, Gerardo escribió un libro de cuentos titulado La máquina de hacer pájaros (2008). Tras un breve relato introductorio en el que explica la dinámica de una máquina para hacer cuentos, los demás relatos demuestran la increíble imaginación del autor y su carácter lúdico. Combinando diversos objetos en la máquina se construyen tramas originales y divertidas.
Quedó finalista en el 2010 en un concurso de cuentos y la editorial Urano le publicó El whisky del barbero espadachín en una antología. 
Durante el 2012 se enfocó en la redacción y edición de dos novelas que más tarde se convertirían en Meth Z (2013): Met Zodiaco y Pegaso Zorokin, publicadas en la revista digital [Radiador Magazine]. Repite la figura de la invención de La máquina de hacer pájaros, en este caso en forma de una droga para escribir novelas, un virus que se derrama en la historia y que rebasa el texto. Lamentablemente esta trilogía quedó inacabada por el deceso del escritor. Sin embargo, lo que alcanzó a publicar le valió quedar seleccionado en la antología México 20, cuyo jurado estuvo integrado por Guadalupe Nettel, Cristina Rivera Garza y Juan Villoro.
La revista Punto de Partida de la UNAM hizo para su número 39 un dossier homenaje a Gerardo. Parte de su obra literaria está disponible en línea en la página de Poesía Mexa.
En 2024, el Fondo de Cultura Económica (FCE) y el Fondo Editorial Tierra Adentro (FETA) publicaron una nueva edición de Meth Z, donde se integró un prólogo escrito por el poeta Horacio Warpola.

## Obra

### Literarias
- La máquina de hacer pájaros (Herring Publishers México, 2008)
- Neónidas (2006-2009) (Herring Publishers México, 2009)
- El whiskey del barbero espadachín (Urano, 2010)
- Bulgaria-Mexicali (Herring Publishers México, 2011)
- Met Zodiaco [Copy & Hack] (Radiador Magazine, 2012)
- Pegaso Zorokin (Radiador Magazine, 2012)
- Meth Z (Fondo Editorial Tierra Adentro, 2013)
- Arana (Antología) (Cohuiná Cartonera, 2016)
- Meth Z (Fondo de Cultura Económica/Fondo Editorial Tierra Adentro, 2024)

### Gráficas
- SAUL GALO FOUNDATION, Blogspot: 2008.[11]